# IV. třída okresu Trutnov 2004/2005
V utkáních IV. třídy okresu Trutnov 2004/2005, jedné ze skupin 10. nejvyšší fotbalové soutěže v Česku, se utkalo 15 týmů dvoukolovým systémem podzim – jaro. Tento ročník začal v srpnu 2004 a skončil v červnu 2005.
Postup do III. třídy okresu Trutnov 2005/2006 si zajistily první dva týmy TJ Sokol Malé Svatoňovice a TJ Tatran Hostinné „B“, a čtvrtý tým SK Spartak Hajnice. Nesestoupil nikdo, IV. třída byla nejnižší fotbalovou soutěží okresu. Týmy FK Mostek „B“ a TJ Jiskra Horní Maršov „B“ v dalším ročníku nestartovaly.

## Konečná tabulka IV. třídy okresu Trutnov 2004/2005
| Poř. | Tým                         | Z  | V  | R | P  | VG | OG | B  |
| ---- | --------------------------- | -- | -- | - | -- | -- | -- | -- |
| 1.   | TJ Sokol Malé Svatoňovice   | 28 | 20 | 6 | 2  | 78 | 18 | 66 |
| 2.   | TJ Tatran Hostinné „B“      | 28 | 18 | 4 | 6  | 60 | 32 | 58 |
| 3.   | FK Mostek „B“               | 28 | 17 | 3 | 8  | 94 | 29 | 54 |
| 4.   | SK Spartak Hajnice          | 28 | 15 | 3 | 10 | 59 | 56 | 48 |
| 5.   | FC Libotov (S)              | 28 | 14 | 5 | 9  | 70 | 46 | 47 |
| 6.   | FK Chvaleč                  | 28 | 14 | 5 | 9  | 57 | 46 | 47 |
| 7.   | TJ Jiskra Bernartice        | 28 | 13 | 5 | 10 | 58 | 49 | 44 |
| 8.   | TJ Sokol Starý Rokytník (S) | 28 | 12 | 4 | 12 | 61 | 59 | 40 |
| 9.   | TJ Sokol Chotěvice          | 28 | 11 | 3 | 14 | 53 | 84 | 36 |
| 10.  | TJ FC Lánov „B“             | 28 | 10 | 3 | 15 | 51 | 73 | 33 |
| 11.  | TJ Sokol Bílá Třemešná „B“  | 28 | 9  | 6 | 13 | 46 | 50 | 33 |
| 12.  | TJ Jiskra Kuks              | 28 | 7  | 6 | 15 | 39 | 65 | 27 |
| 13.  | TJ Spartak Pilníkov „B“     | 28 | 7  | 4 | 17 | 52 | 88 | 25 |
| 14.  | TJ Jiskra Horní Maršov „B“  | 28 | 6  | 4 | 18 | 36 | 72 | 22 |
| 15.  | TJ Jiskra Lampertice        | 28 | 6  | 1 | 21 | 39 | 86 | 19 |

Poznámky:
- Z = Odehrané zápasy; V = Vítězství; R = Remízy; P = Prohry; VG = Vstřelené góly; OG = Obdržené góly; B = Body; (S) = Mužstvo sestoupivší z vyšší soutěže

|  | Postup do III. třídy okresu Trutnov 2005/2006 |